# Puente de la Barra de Santa Lucía
El puente de la Barra de Santa Lucía es un puente giratorio ubicado sobre el río Santa Lucía. Une los departamentos de Montevideo y San José en Uruguay. 

## Reseña histórica

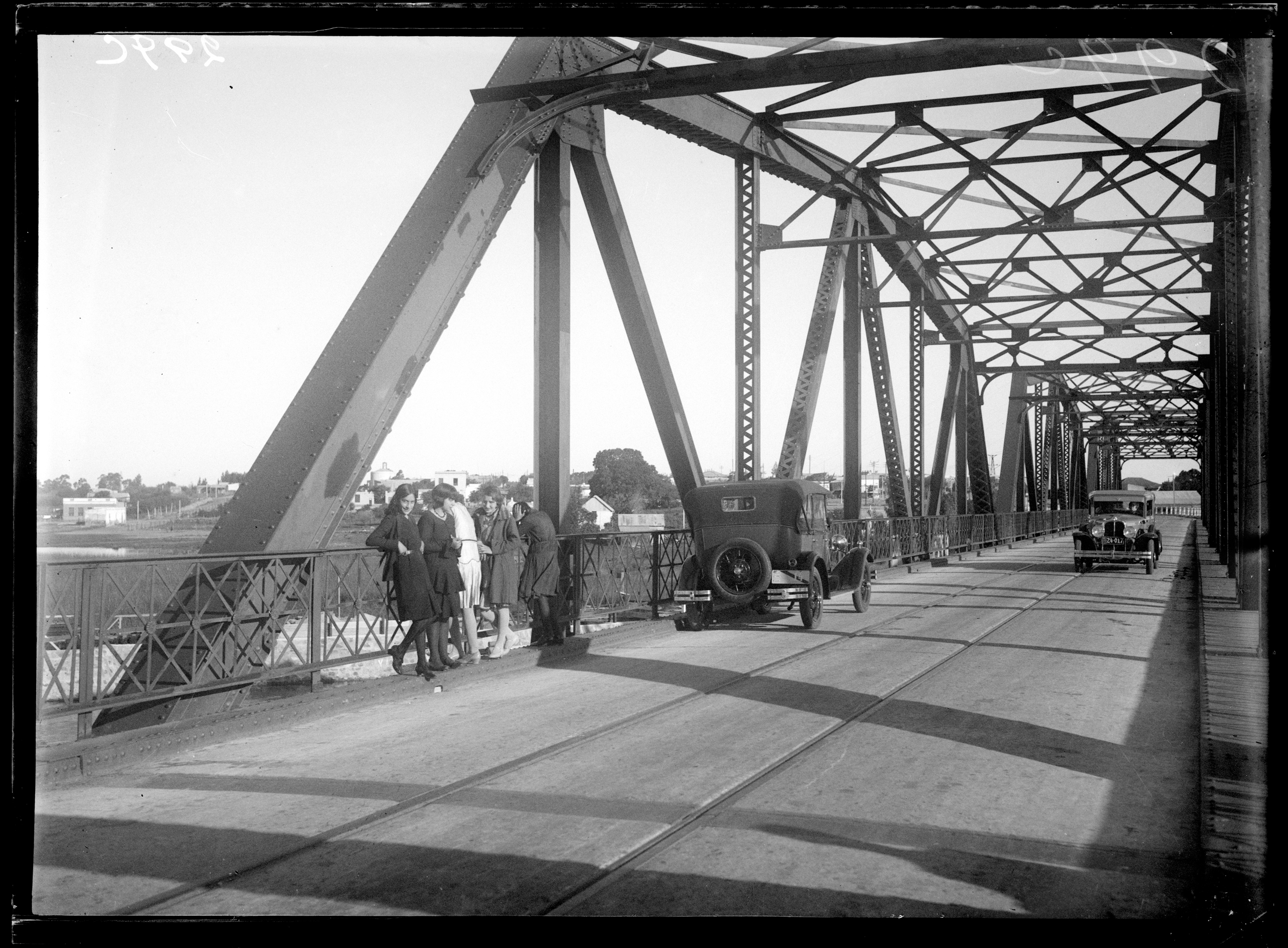
El puente en la década de 1920.

Antes de la existencia del puente, el río era atravesado mediante una balsa. En 1908 se iniciaron los estudios para la construcción de un puente. 
Fue inaugurado en 1925. Inicialmente se lo diseñó para uso ferroviario, pero las vías colocadas en el puente no fueron utilizadas, salvo en su inauguración, y se lo convirtió en un puente para tránsito automotor. Dada que el Río Santa Lucía era muy utilizado para la navegación comercial a principios del siglo XX (y lo siguió siendo hasta mediados de ese siglo), se diseñó el puente con un tramo giratorio que permitiera el paso de las embarcaciones. Fue remozado totalmente en el año 2019, reparándose los mecanismos giratorios y retirándose finalmente las vías ferroviarias.

## Características técnicas

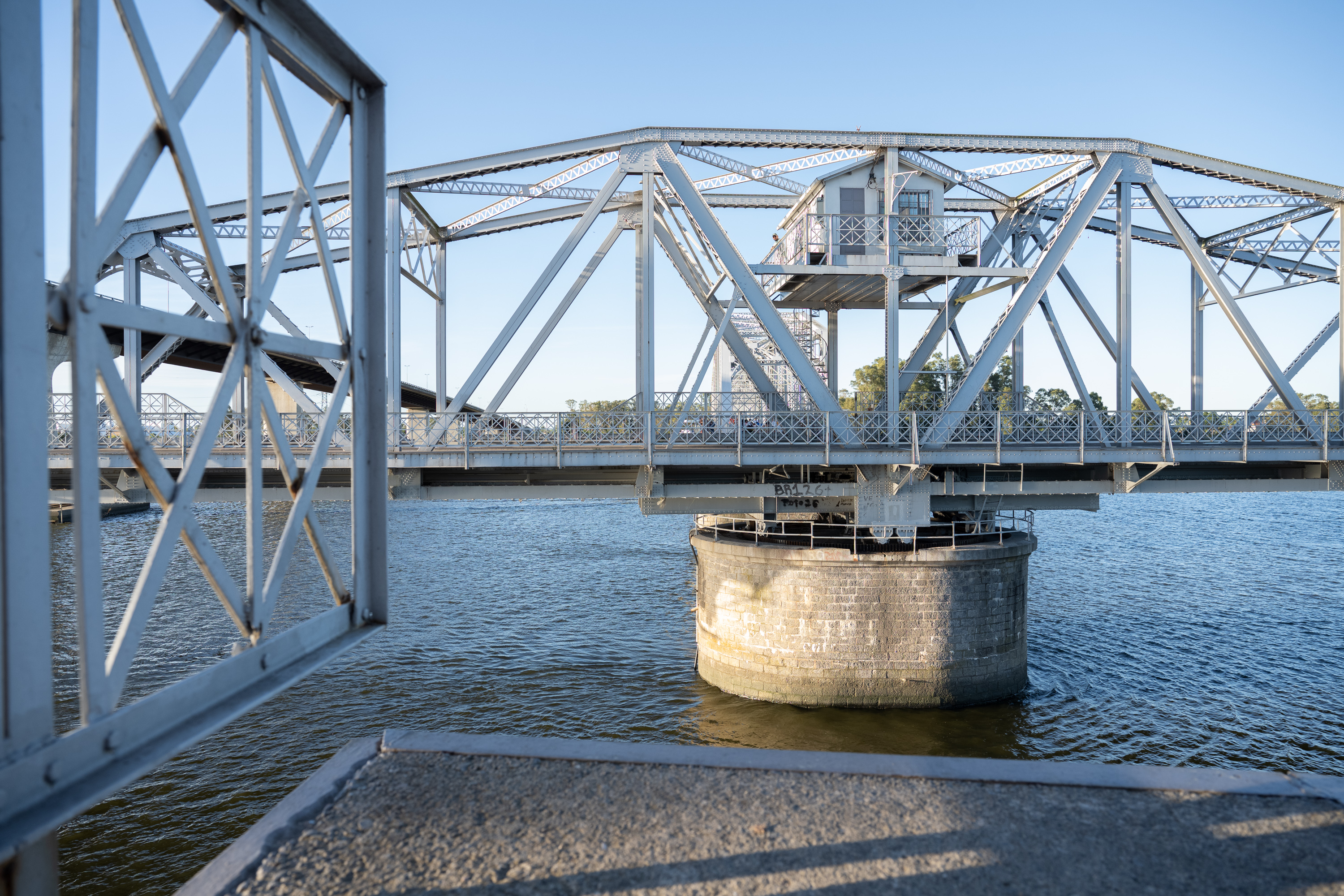

Tiene 540 m de largo, compuesto de 4 tramos 45 m en la margen izquierda, un tramo giratorio central de 60 m, y tres tramos de 100 m en la margen derecha. El tramo central es giratorio, lo que permite el pasaje de embarcaciones deportivas , de gran altura.

## Actualidad
Actualmente está declarado Monumento Histórico Nacional. Formó parte de la traza de la ruta 1 hasta la construcción del Puente Alfredo Zitarrosa. A partir de entonces se utiliza para tránsito local entre Santiago Vázquez y Ciudad del Plata.

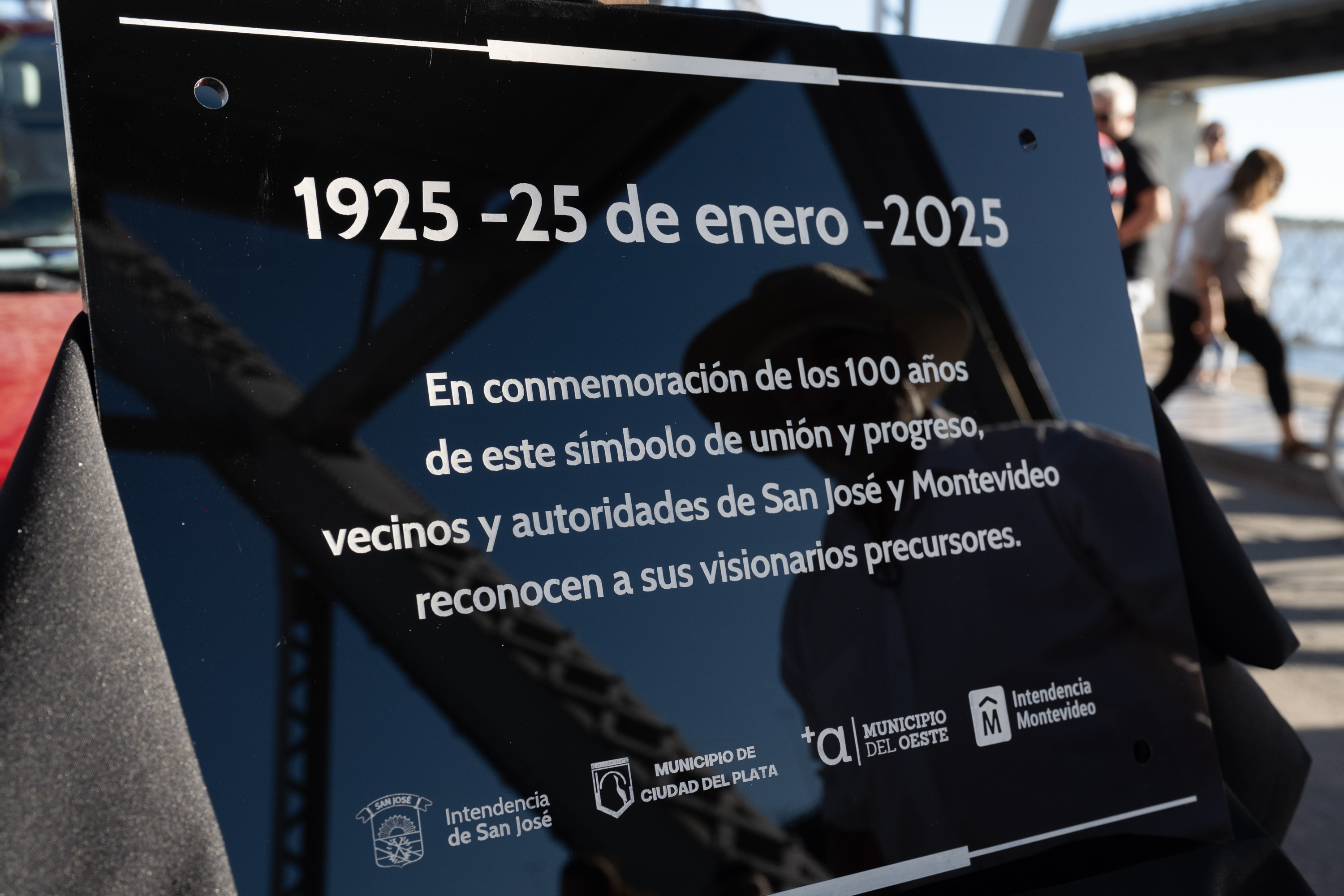
Placa conmemorativa colocada el 25/1/2025 al cumplirse 100 años de la inauguración del puente.

El 25 de enero de 2025 se realizó una ceremonia conmemorativa de los 100 años del puente, con participación de los intendentes de los dos departamentos unidos por el puente: la intendenta de San José Ana María Bentaberri y el intendente de Montevideo Mauricio Zunino.